# 朱希敏
朱希敏（1987年10月11日—），祖籍廣東開平，生於香港，2011年度香港小姐競選亞軍，亦是前無綫電視藝員。
朱希敏早年移民加拿大多倫多，並於當地完成學業。2009年參加多倫多華裔小姐選舉，進入最後五強，並獲得「亮麗秀髮獎」。其後成為加拿大新時代電視節目主持人，曾於多倫多華裔小姐、新秀歌唱比賽、及魅力凝聚新時代等綜藝節目中擔任主持。2011年返港參加香港小姐競選，以黑馬姿態取得亞軍。同年，代表香港參選於倫敦舉行的世界小姐競爭，並獲得第103名。其後參與飲食節目香港美食100強。
傳媒報導，2012年情人節晚上，朱希敏與2007年香港先生競選落選的李善恒到山頂拍拖慶祝，並在街上親熱，二人年齡相距10年。2014年，男方被揭與另一女性約會，兩人戀情告終。
朱希敏現時為慧妍雅集公關。

## 演出作品

### 主持節目（無綫電視）
- 香港美食100強

## 曾獲獎項與提名
| 年份   | 獎項                      | 結果 |
| 2011年 | 2011年度香港小姐競選 亞軍 | 獲獎 |

## 資料來源
1. ↑  .   [2012-02-22]. （原始内容存档于2012-01-22）.
2. ↑  獲選應屆港姐亞軍.朱希敏為多倫多爭光 （页面存档备份，存于） 星島日報（多倫多），2011年8月8日
3. ↑  .   [2014-11-05]. （原始内容存档于2021-03-22）.
4. ↑  朱希敏李善恒咀爆返歸 （页面存档备份，存于） 太陽報，2012年2月17日
5. ↑  朱希敏攬啜港男過夜 （页面存档备份，存于） 東方日報，2012年2月17日
6. ↑  難忍李善恒偷嗒巨乳女 朱希敏忍痛分手 （页面存档备份，存于） 蘋果日報，2014年9月17日

## 外部連結
- 朱希敏的Instagram帳戶
- 朱希敏的新浪微博
- 「2011香港小姐競選」得獎名單 （页面存档备份，存于）
- 朱希敏網誌 （页面存档备份，存于）

| 前任： 張秀文 | 香港小姐競選亞軍 2011年 | 繼任： 黃心穎 |